# In The Garden Of Venus
„In the garden of Venus“ (в превод В градината на Венера) е шестият студиен албум на Модърн Токинг. Той е и най-слабо промотирания албум на групата, защото излиза посмъртно – след като официално членовете на дуета Томас Андерс и Дитер Болен се разделят. След лятната отпуска на 1987 г. отношенията между двамата са обтегнати вече повече от 8 месеца. Въпреки това официално становище за раздяла от двамата все още няма. Но дълго продължилите търкания между членовете на дуета довеждат докрай музикалните им и приятелски отношения. Дитер Болен основава собствена група „Блу Систем“ през лятото на 1987 г. и през септември по телевизията е промотиран първият ѝ сингъл „Съжалявам малка Сара“, който попада в Топ 13. Случайно Андерс вижда това телевизионно шоу и разбира, че с „Модърн Токинг“ е свършено. За него е безсмислено партньорът му в дуета да пее, като основен вокал в нова група и същевременно да се изявява като дуетна половинка в „Модърн Токинг“ – той се обажда по телефона на Болен, където двамата си разменят обиди, които слагат край на съвместното им творчество. Въпреки това те имат подписан договор със звукозаписната компания Hansa и трябва да пуснат още един албум. Томас се обажда и заявява, че ще запише последният албум, но не иска да се среща лично с Дитер. За последно двамата са се видяли през юни. Разделени заснемат и последния клип „In 100 years“, който е най-успешният, но сингълът едва попада в Топ 30, а албумът излиза на 11 ноември 1987 г. и е на 29 място. Слабият успех е резултат от това, че Болен повече не е заинтересован от този проект. Той не пише песните специално за албума, а събира отдавна написани песни, които не са влизали в предишни албуми и оформя треклиста на последния албум. Доказателство за това е песента „Don't lose my number“, чиято мелодия напомня на песента на Си Си Кеч от преди година по-рано – Stop – draggin' my heart around и е написана доста банално. Друга слаба песен в албума е „Telegram to your heart“. Като изключим тези две слаби песни, останалите наистина са добри, макар всред тях да няма суперхит. С това творческо „измиване на ръцете“ Болен слага край на дуета. От друга страна слабата промоция на албума е причина той да заеме толкова ниски позиции в класациите. Въпреки това обаче, верните фенове на групата са доволни и те с радост очакват поредният албум.
Когато албума излиза на бял свят много от феновете са разочаровани – причината е, че в албума те виждат по-силна песен, която спокойно би могла да влезе в Топ 10, ако бъде промоутирана достатъчно добре и тя се казва Locomotion tango. Много от тях дори я сравняват по успешност с големи хитове, като „Geronimo's Cadilac“. Песента не излиза официално като сингъл. Въпреки това в някои страни е пусната, защото мнозина считат, че звучи по хитово от In 100 years. Разбирайки това звукозаписната компания пуска сборник от песни през 1988 г. под название Locomotion tango. В албума намираме и една коледна песен – „It's Christmas“ в която гласът на Дитер липсва, а припевите се изпълняват от детски хор. Всъщност това не е единствената песен от албума в която гласът на Дитер липсва. Друга такава песен е „Who we save the world“, в която чуваме гласа само на Томас Андерс, както и в последната песен в албума „Good girls go to heaven“. А последната композиция в него е реприза на In 100 years, която е подходящ завършек на творческия път на дуета.

## Списък на песните
1. „In 100 Years“ – 3:57
2. „Don't Let It Get You Down“ – 3:40
3. „Who Will Save The World“ – 3:45
4. „A Telegram To Your Heart“ – 2:50
5. „It's Christmas“ – 3:52
6. „Don't Lose My Number“ – 3:10
7. „Slow Motion“ – 3:40
8. „Locomotion Tango“ – 3:49
9. „Good Girls Go To Heaven – Bad Girls Go To Everywhere“ – 3:37
10. „In 100 Years (повторение)“ – 1:27